# Francisco Sobrino Morillas
Francisco Sobrino Morillas (Salamanca, 1545 - Madrid, 8 de gener de 1618) va ser un religiós espanyol, que va esdevenir bisbe de Valladolid entre 1616 i 1618.
Nascut a Salamanca, fill del batxiller Antonio Sobrino i de Cecilia de Morillas, dona de gran erudició, que sabia sis llengües: castellà, portuguès, italià, francès, llatí i grec. Altrament, també era versada en filosofia i teologia, de fet, els seus fills consultaven amb ella alguns punts polèmics o complicats dels seus estudis. D'altra banda, Gil González Dávila comenta que ella també va encarregar-se d'ensenyar, a Francisco i els seus altres fills, llengües clàssiques, filosofia i retòrica. D'altra banda, Francisco va iniciar els seus estudis bàsics al Col·legi Trilingüe de Salamanca, fins que es produeix el trasllat dels seus pares a Valladolid, on cursa teologia, i on es gradua el 14 d'agost de 1564 en batxillerat d'Arts i, el 10 de març de 1576, es llicencia dels estudis de teologia, i n'esdevé doctor el 26 de juliol.
En finalitzar els estudis, pels seus coneixements i mèrits, ben aviat va aconseguir una renda eclesiàstica d'un benefici a Viana, pertanyent a l'abadia de Valladolid, i després obtingué una de les dotze capellanies de l'església de la Magdalena, que havien estat fundades per Pedro de la Gasca. Tot i ostentar aquests càrrecs, Sobrino no es va moure de Valladolid i, de fet, d'aquesta mateixa manera va esdevenir abat de Viana do Bolo, a Galícia, per desig de fra Pedro de Rojas, que s'havia graduat amb Sobrino a la universitat. En quedar vacant una canongia magistral a la catedral de Valladolid, Sobrino hi oposità i l'obtingué. D'altra banda, en matèria educativa, va obtenir una càtedra en escriptura sagrada a la universitat de Valladolid.
A inicis de 1609, Francisco González de Heredia, secretari de Felip III, a través d'una carta del marquès de Siete Iglesias Rodrigo Calderón, que el rei volia presentar-lo al bisbat de Canàries amb una pensió de 6.000 ducats, però Sobrino va refusar l'oferta, i malgrat la insistència que va demostrar el monarca donant-lo a escollir entre Canàries i Ciudad Rodrigo, Sobrino va negar-s'hi novament de forma respectuosa. Davant la negativa, el duc de Lerma va decidir nomenar-lo capellà major del Reial Convent de l'Encarnació de Madrid, i encara que ho va refusar d'antuvi, Lerma, aprofitant la presència de Sobrino a la capital per la congregació de l'estat eclesiàstic en representació del capítol de Valladolid, va remetre-li una carta comminant-lo a acceptar el càrrec, que finalment Sobrino va haver d'accedir.
El 1616, Felip III decideix presentar-lo al bisbat de Valladolid. Sobrino va demanar temps per pensar-ho, però el rei publicar la presentació al càrrec igualment i Sobrino va haver d'acceptar i és consagrat al convent de l'Encarnació per l'arquebisbe de Burgos Fernando de Acevedo el 4 de desembre, amb l'assistència del rei i la cort. El 27 de novembre pren possessió de la diòcesi per poders a través de mossèn Bolaños, i hi entra, finalment, el 21 de març. No obstant això, no va restar gaires mesos al capdavant del bisbat, perquè Felip III el va reclamar a Madrid per tractar uns afers d'importància eclesiàstica, per demanar al papa l'ordre de la creença de la Immaculada Concepció, dels quals Sobrino havia de treballar conjuntament amb l'arquebisbe de Santiago i el bisbe de Conca.
En arribar a Madrid el 7 de gener de 1618 va caure malalt, i aquella mateixa nit va rebre l'extremunció i va fer testament. Moria el 8 de gener, als 75 anys. Mort en la pobresa, el seu cos va ser traslladat a la catedral de Valladolid, on fou enterrat; el seu enterrament va ser finançat amb una almoina de 400 ducats per part de Felip III.